# Trezor

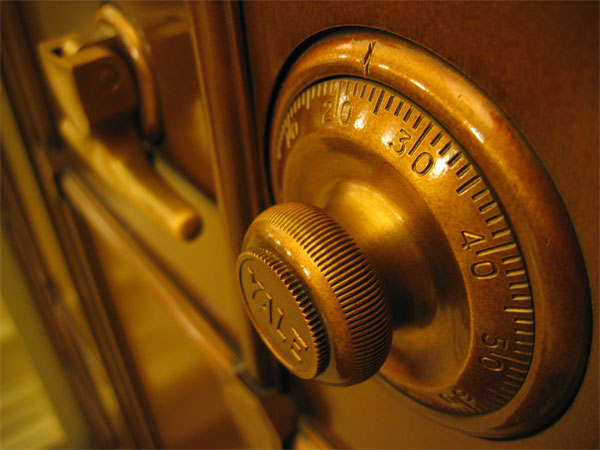
Mechanický číselný zámek trezoru

Slovem trezor nebo také sejf se označují objekty (speciální místnosti, skříně nebo schránky), které slouží k bezpečnému dlouhodobému uložení cenných předmětů (peníze, drahé kovy, umělecká díla, cenné listiny, šperky apod.).

## Trezorová místnost

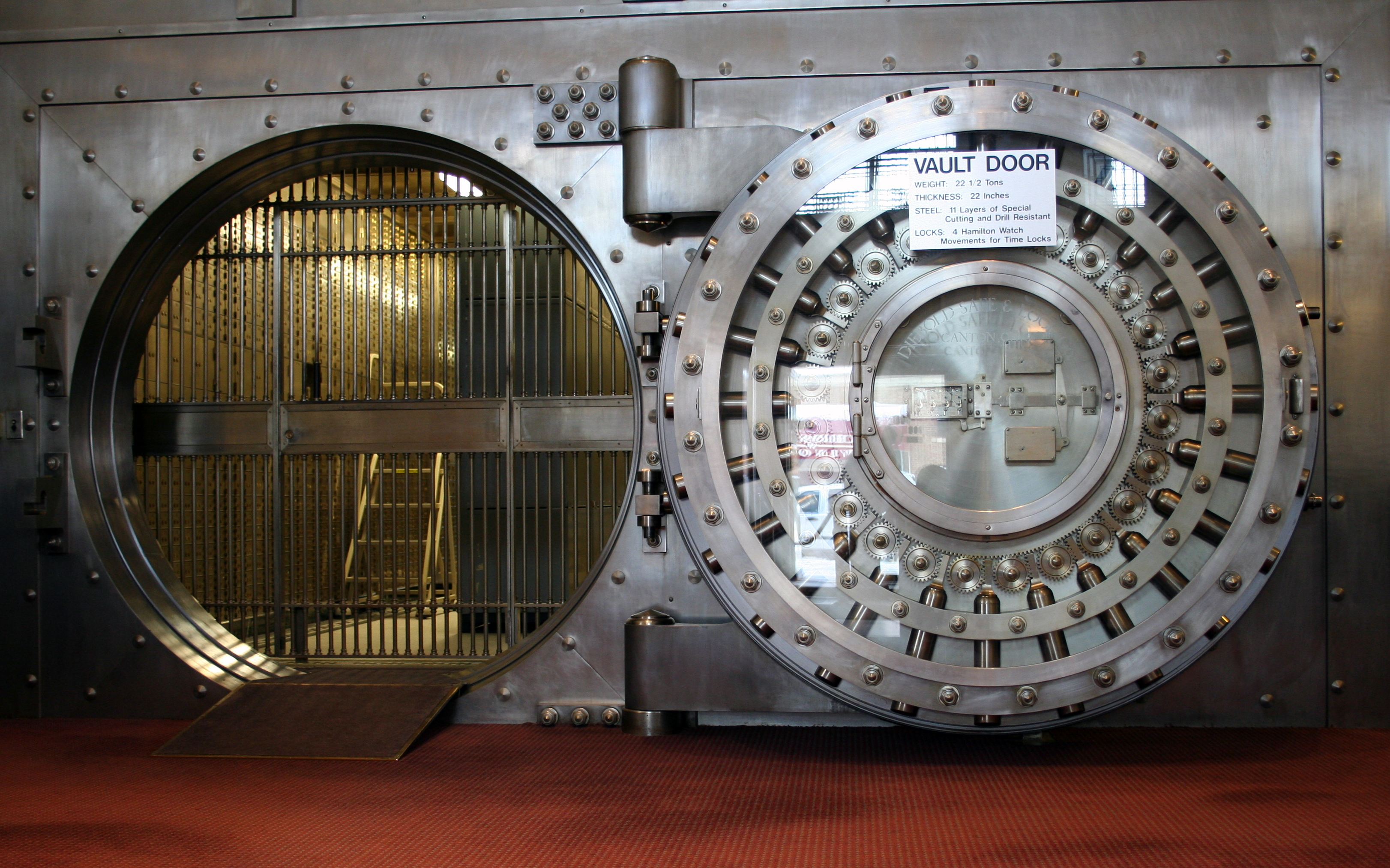
Vchod do trezorové místnosti

Představuje jednu nebo i více speciálně technicky vybavených a uzpůsobených místností, kde se uschovávají větší množství cenných předmětů (v bankách např. bankovky, mince, cenné papíry, drahé kovy apod.). Trezory tohoto typu se obvykle používají především ve velkých finančních institucích typů bank, spořitelen, pojišťoven apod. nebo pro úschovu většího množství cenných uměleckých děl apod. Velké trezory bývají často umístěny v podzemí budovy a bývají zabezpečeny řadou stavebních, mechanických či elektronických prvků před vniknutím nepovolaných osob, jež bývají velmi často navíc doplněny o řadu organizačních opatření, která si každá instituce zavádí sama ve formě svých vnitřních předpisů, nařízení, směrnic popřípadě i podle nepsaných, ústně tradovaných pravidel apod.

## Trezorová skříň

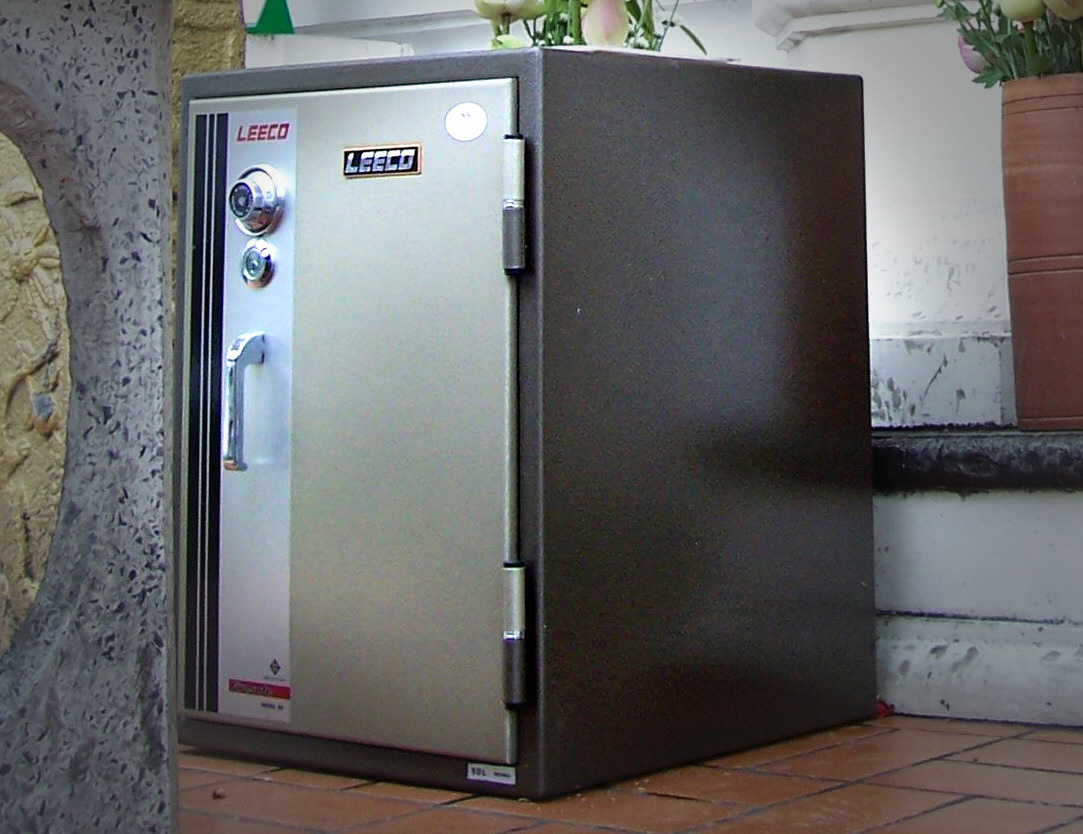
Moderní trezorová skříň

Běžně používané označení volně stojícího trezoru, který je ve velikosti skříně. 
Celoevropská norma EN 1143 (řeší zkoušení a klasifikaci trezorů) uvádí ale skříňový trezor jako úschovný objekt, který chrání svůj obsah proti vloupání. Úschovný objekt, který v zavřeném stavu má délku alespoň jedné vnitřní strany menší nebo rovnu 1 metr. Slovo skříňový ale vyvolává spíš pocit velké skříně.

## Uložení zbraní v trezoru v České republice
Každý stát řeší povinnosti okolo uložení zbraní jinak. V ČR je uložení průměrné až přísnější ve srovnání se zbytkem světa. V České republice uložení zbraní v trezoru upravuje Zákon o zbraních a střelivu 119/2002 Sb. po novelizaci číslo 13/2021 Sb. Konkrétně § 58 a prováděcí Nařízení vlády číslo 217/2017 Sb. se pak odvolávají na normy EN 1143-1 a EN 1300.
Každý držitel zbraní tak má povinnost uložit držené zbraně. Dva kusy zbraní kategorie B vhodně zabezpečit. Do deseti kusů a 10 000 kusů střeliva zbraní je nutností trezor s min. 15 odporovými jednotkami a zámkem třídy A podle EN 1300 nebo trezor minimálně v bezpečnostní třídě Z2 podle ČSN 916012. Do 20 kusů zbraní a 20 000 kusů střeliva je odpovídající trezor v I. bezpečnostní třídě podle normy EN 1143-1. Na neomezený počet zbraní se potom používají trezorové dveře v I. bezpečnostní třídě.

## Trezorová schránka

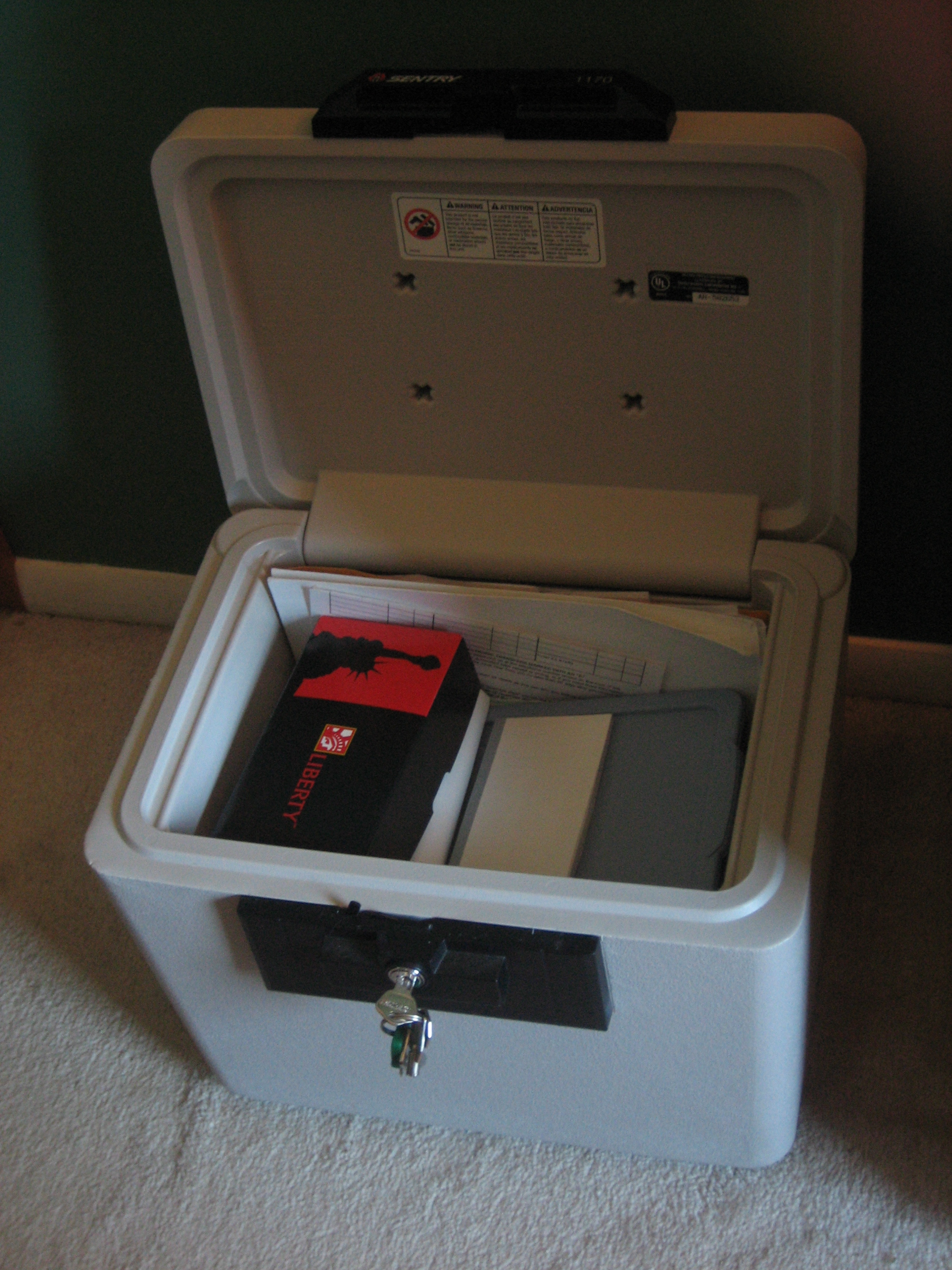
Domácí trezor

Představuje speciální schránku úřadoven, obytných prostor, kluboven spolků apod. Jedná se vždy o menší technické zařízení s menším prostorem pro bezpečné uchovávání menšího množství cenných předmětů. Takové zařízení může mít různou podobu, může vypadat třeba jako velká kniha nebo se může jednat o pevnou kovovou schránku zabudovanou ve zdi domu a podobně. Podle velikosti a účelu se pak u příslušného předmětu liší i stupeň technického zabezpečení proti vniknutí nepovolaných osob popřípadě proti kompletnímu odcizení celé takovéto schránky jakožto celku. Banky umožňují pronájem takovýchto trezorových schránek svým klientům.

## Trezor versus sejf
Ačkoliv obvykle není význam slova sejf a trezor rozlišován, můžete najít v sortimentu prodejců ochranných schránek rozdíl ve značení. Rozdíl je patrný z původu slov:
- Sejf z anglickeho save (chránit) je primárně určen k ochraně uložených předmětů před zničením (vodou, teplem, ohněm, magnetickým polem apod.). Typický sejf je tedy dvouplášťová schránka s vnitřkem s izolací například z čedičové vaty.
- Trezor z anglického treasure (poklad) je rovněž určen k ochraně svého obsahu, ale spíše před zloději. Typický trezor má schránku z tvrdé pancéřové ocele, železobetonu apod.

## Související slangové termíny
Trezory, sejfy a nedobytné pokladny jsou odedávna středobodem zájmu zlodějů, lupičů a nenechavců všeho druhu, k jejich označení se v kriminálním a kriminalistickém prostředí rozvinul celý zvláštní slang, z detektivních filmů a kriminálních románů je všeobecné známé označení káča pro běžnou nedobytnou pokladnu, lupič vylupující nedobytné kasy je pak často zván kasař atd. apod.

## Odvozená slova
Odvozené slovo trezorový dosti paradoxně v českém prostředí zdomácnělo především v sousloví trezorový film, zde v přeneseném smyslu slova coby synonymum, zejména v době vlády české varianty komunismu sovětského typu, pro zakázaný film (lidově též zvaný trezorák).

## 1. české muzeum trezorů
Existuje také muzeum trezorů a trezorové techniky v Jincích u Příbrami. Obsahuje několik desítek exponátů, trezorů renovovaných i vykradených, přenosné kasičky, dětské hračky s tematikou trezorů a mnoho dokumentů. Není otevřené trvale, ale pouze po předchozí dohodě. 